# Stefano Oldani
Stefano Oldani (født 10. januar 1998 i Milano) er en cykelrytter fra Italien, der er på kontrakt hos Cofidis.